# Gottfried Hermann (Philologe)

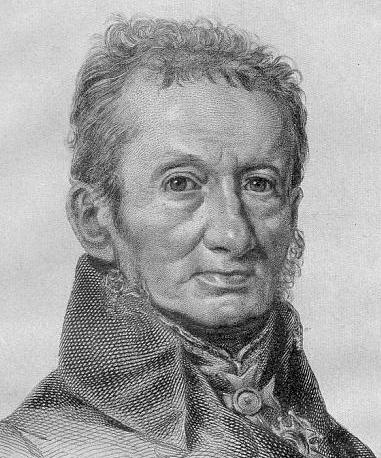
Gottfried Hermann

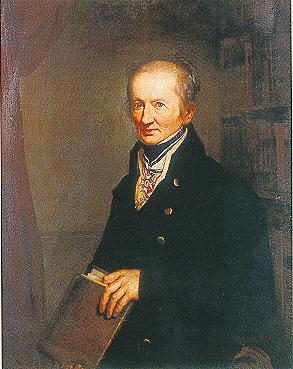
Gemälde von Carl Christian Vogel von Vogelstein (1841)

Johann Gottfried Jakob Hermann (* 28. November 1772 in Leipzig; † 31. Dezember 1848 ebenda) war ein deutscher klassischer Philologe.

## Leben
Gottfried Hermann, privatim vorgebildet durch Karl David Ilgen, bezog schon 1786 die Universität Leipzig, um Jurisprudenz zu studieren, wandte sich aber immer mehr, besonders unter dem Einfluss des mit ihm verwandten Friedrich Wolfgang Reiz, der Philologie zu. Er ging für ein Semester nach Jena (1793/94), um sich unter Carl Leonhard Reinhold der kantschen Philosophie zu widmen, und habilitierte sich im Oktober 1794 in Leipzig durch Verteidigung der Schrift „De poeseos generibus“. 1796 veröffentlichte er die Schrift „De metris poetarum graecorum et romanorum“, in der er auf die später nach ihm als Hermannsche Brücke benannte metrische Regel hinwies, der zufolge im homerischen Hexameter nach der ersten Kürze des vierten Metrums ein Wortende äußerst selten sei, sich dort also eine Brücke befinde (Schema: —◡◡—◡◡—◡◡—◡⏜◡—◡◡—×). Diese Regel wurde allerdings bereits vor Hermann von Johann Heinrich Voß beschrieben.
1798 wurde er außerordentlicher Professor der Philosophie. Nachdem er 1802 die Berufung als Rektor der Schulpforta abgelehnt hatte, wurde er 1803 ordentlicher Professor der Beredsamkeit und 1809 auch der Poesie. Er starb als Senior der Universität am 31. Dezember 1848 und wurde im Familiengrab auf dem Alten Johannisfriedhof beerdigt und von dort 1898 in das neue Erbbegräbnis der Familie Hermann in die IX. Abteilung (Nr. 74) des Neuen Johannisfriedhofs überführt.

## Forschung und Lehre
Hermann war das anerkannte Haupt der kritisch-grammatischen Schule (der sogenannten Wortphilologen), die im Verständnis der antiken Schriftwerke das Ziel der Philologie, in der Erforschung der Sprache das erste und unerlässlichste Mittel zur Erreichung desselben erkannte, und trat dadurch in einen gewissen Gegensatz zu der universalen Richtung August Boeckhs und dessen Schüler wie Karl Otfried Müller, von der aus ihm eine einseitige Auffassung zum Vorwurf gemacht wurde. Der Streit hierüber veranlasste ihn zu der Schrift Über Böckhs Behandlung der griechischen Inschriften (Leipzig 1826) und der Rezension von Herrn K. O. Müller Eumeniden des Äschylos (Leipzig 1835) nebst Rezension einer Antikritik und zweier Rezensionen von Herrn K. O. Müller (Leipzig 1839); doch hat auch diese Fehde allmählich gegenseitiger Anerkennung Platz gemacht. Auf einem mehr freundschaftlichen Austausch verschiedener Ansichten über Mythologie beruhte sein Schriftwechsel mit Friedrich Creuzer: die Briefe über Homer und Hesiodus (Heidelberg 1817) und Über das Wesen und die Behandlung der Mythologie (Leipzig 1819).
Hermanns wichtigste Forschungen behandelten das Gebiet der antiken Metrik, die er in zwei Handbüchern („Handbuch der Metrik“ von 1799 und „Elementa doctrinae metricae“ von 1816) zusammenfasste. 1818 erschien die „Epitome doctrinae metricae“, ein im Einzelnen bereicherter und berichtigter Auszug aus den Elementa für Vorlesungen. Ferner war Hermann der Begründer einer rationelleren Behandlung der griechischen Grammatik, die auf eine bessere Gestaltung der Grammatik überhaupt, namentlich auch der deutschen, nicht ohne wesentlichen Einfluss geblieben ist.
Seine Vorlesungen, meist exegetischer Natur, zeichneten sich durch seltene Lebendigkeit des Vortrags, Klarheit und Bestimmtheit der Darstellung, eine unübertroffene Methode, aus; durch die 1799 gestiftete „Griechische Gesellschaft“ sowie seit 1834 als Direktor des philologischen Seminars suchte er das Urteil seiner Schüler auch im engeren Kreis zu wecken und zu schärfen. Von seinen schriftstellerischen Arbeiten sind gleich die ersten über antike Metrik bahnbrechend, indem er eine wissenschaftliche Theorie derselben auf Grund der kantschen Lehre von den Kategorien, allerdings unter Übergehung der alten Rhythmiker und Musiker, aufstellte.

## Ehrungen
Seit 1812 war Hermann Mitglied der Preußischen Akademie der Wissenschaften. 1825 wurde er Ehrenmitglied der Russischen Akademie der Wissenschaften in Sankt Petersburg, 1832 assoziiertes Mitglied der Königlich Niederländischen Akademie der Wissenschaften und 1836 auswärtiges Mitglied (associé étranger) der Académie des inscriptions et belles-lettres. In ihrem Gründungsjahr 1846 wurde er zum ordentlichen Mitglied der Königlich Sächsischen Gesellschaft der Wissenschaften gewählt. Am 31. Mai 1846 wurde er in den preußischen Orden Pour le Mérite für Wissenschaften und Künste aufgenommen.

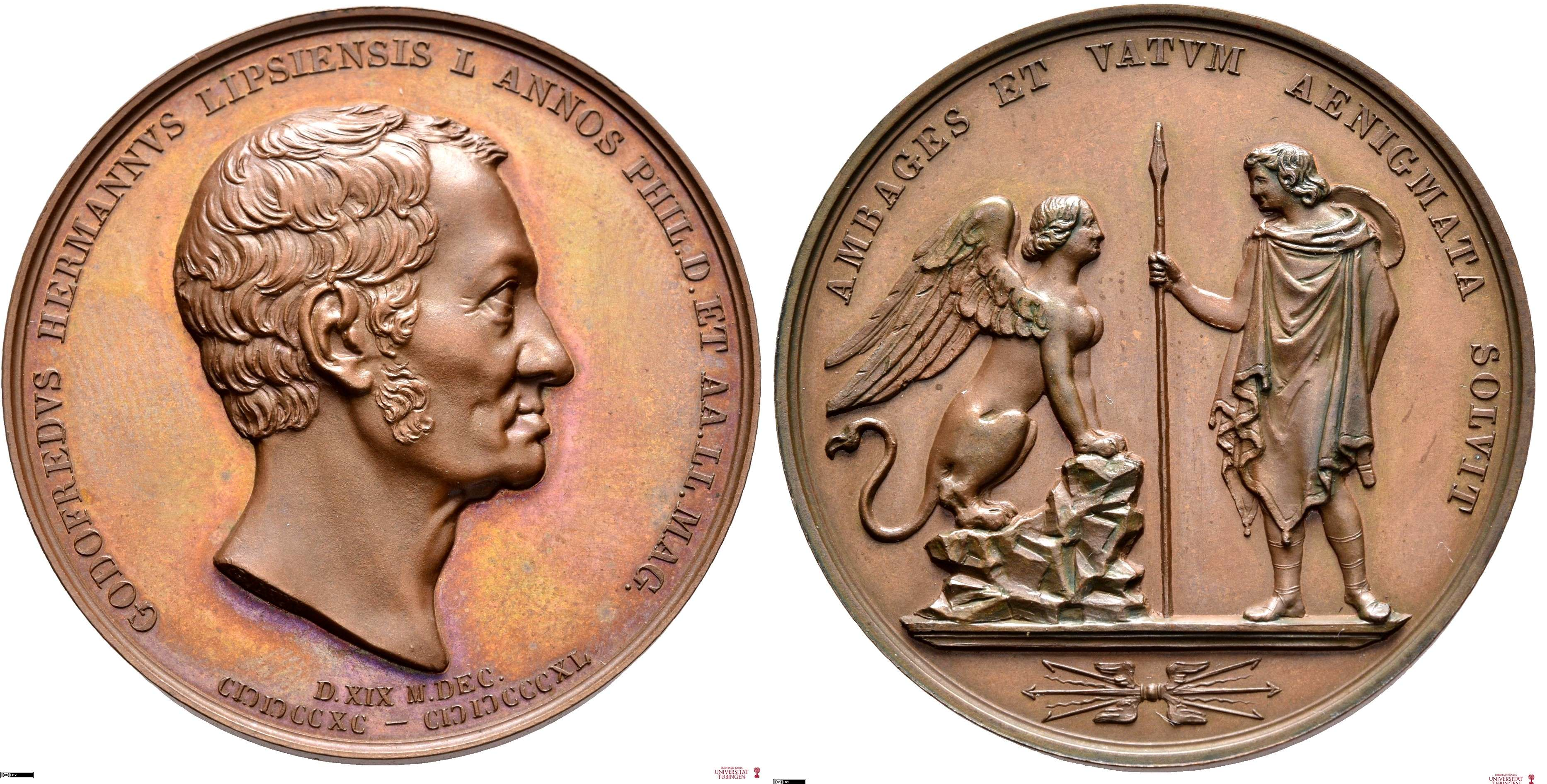
Medaille Gottfried Hermann 1840

Anlässlich seines 50-jährigen Doktorjubiläums 1840 wurde Gottfried Hermann eine Medaille gewidmet. Auch zu diesem Anlass wurde ihm der silberne „Rauchaltar“ geschenkt, was darauf reflektiert, dass er als starker Tabakraucher bekannt war.

## Werke
- De metris poetarum graecorum et romanorum libri tres. Fleischer, Leipzig 1796 ().
- Handbuch der Metrik. Fleischer, Leipzig 1799 (Digitalisat).
- De emendanda ratione Graecae grammaticae pars prima. Fleischer, Leipzig 1801 (Digitalisat).
- De praecipuis Graecae dictionis idiotismis liber cum animadversionibus Henrici Hoogeveeni, Ioannis Caroli Zeunii et Godofredi Hermanni. Hahn, Leipzig 1802 (Digitalisat der Editio tertia auctior et emendatior 1822).
- Elementa doctrinae metricae. Fleischer, Leipzig 1816 (Digitalisat).
- Epitome doctrinae metricae. Fleischer, Leipzig 1818 (Digitalisat).
- Libri IV de particula ἂν. Fleischer, Leipzig 1831 (Digitalisat).
- Recension des Buches „Aeschylos Eumeniden“, Griechisch und Deutsch, mit erläuternden Abhandlungen über die äußere Darstellung, und über den Inhalt und die Composition dieser Tragödie von K. O. Müller. 2 Bände. Dieterich, Göttingen 1834 (von seinem Schwiegersohn M. Haupt besorgt; Digitalisat).
- Opuscula. 8 Bände. Leipzig 1827–1839 und 1877 (Digitalisat Band 1; Band 2; Band 3; Band 4; Band 5; Band 6,1; Band 6,2; Band 7; Band 8).
- G. Hermanns lateinische Briefe an seinen Freund Volkmann. Hrsg. von A. B. Volkmann. Winter, Heidelberg 1882.[11]